# La Dame de Malacca
Pour plus de détails, voir Fiche technique et Distribution.
La Dame de Malacca est un film français de Marc Allégret, qui a également cosigné avec Alfred Stöger la version en allemand de ce film, Andere Welt. Les deux versions sont sorties en 1937.

## Synopsis
Pour échapper à sa vie morne d'enseignante de musique dans une institution de jeune fille, une jeune femme épouse un médecin-major britannique qui l'emmène à Malacca. La mésentente du couple s'accentue et la jeune femme s'éprend d'un prince malais.

## Fiche technique
- Titre français : La Dame de Malacca
- Réalisateur : Marc Allégret
- Scénario : Jan Lustig, Claude-André Puget d'après le roman éponyme de Francis de Croisset
- Décors : Jacques Krauss, Alexandre Trauner
- Costumes : Boris Bilinsky
- Photographie  : Jules Kruger
- Montage : Yvonne Martin
- Musique : Louis Beydts
- Scripte : Lucie Lichtig
- Production : Arys Nissotti
- Société de production : Regina Films
- Société de distribution : Films Sonores Tobis
- Lieux du tournage : Épinay Studios (Paris)
- Pays de production :  France
- Langue originale : français
- Format : Noir et blanc - 35 mm — 1,37:1 - Son mono
- Genre : Aventure
- Durée : 113 minutes
- Date de sortie : France : 1er octobre 1937
- Affiche : René Péron (France)

## Distribution
- Edwige Feuillère : Audrey Greenwood
- Pierre Richard-Willm : le prince Selim
- Magdeleine Bérubet : Mlle Tramont
- Charlotte Clasis : une amie d'Audrey
- Jean Debucourt : sir Eric Temple
- Jacques Copeau : lord Brandmore
- Gabrielle Dorziat : lady Patricia Brandmore
- Betty Daussmond : lady Muriel Lyndstone
- William Aguet : Gérald
- Robert Ozanne : un journaliste
- René Fleur : un journaliste
- René Bergeron : le médecin
- Marthe Mellot : la sous-maîtresse
- Jean Wall : le major Carter
- Alexandre Mihalesco : Sirdar Raman
- Foun-Sen : la servante
- Ky Duyen : le Japonais
- Bernard Blier : un journaliste à moto  (non crédité au générique)
- Colette Proust : une dame anglaise
- Michèle Lahaye : une dame anglaise
- Liliane Lesaffre : lady Johnson
- Tran-Van

## Adaptation du roman
Le début du roman se déroule à Calais et non Le Havre pour ce film. Hormis quelques autres détails, le film respecte le scénario original; toutefois les scènes finales sont écourtées ou absentes.